# Júpiter Maçã & Os Pereiras Azuiz
Júpiter Maçã & Os Pereiras Azuiz é um álbum demo do músico Júpiter Maçã e da banda sul-mato-grossense Os Pereiras Azuiz. Foi gravado no dia 11 de maio de 1995 nos estúdios da Rádio Brasil 2000(exceto as faixas 1 e 2 que foram gravadas por Flávio nos Stúdios Signus), em São Paulo. Foi lançado e distribuído de forma independente no mesmo ano, possuindo poucos exemplares físicos.
O álbum traz as primeiras versões de algumas faixas que seriam apresentadas em A Sétima Efervescência como: Um Lugar Do Caralho, Miss Lexotan 6mg Garota, As Outras Que Me Querem, Essência Interior, O Novo Namorado, Pictures and Paintings, Não Há Amor Em Sua Alma (As Tortas E As Cucas) e Konga é Tomador De Panca (Walter Victor).

## Antecedentes
Os Pereiras Azuiz eram uma banda de Campo Grande, Mato Grosso do Sul. Tentando a vida na capital paulista, conheceram Júpiter no bar Persona, no bairro Bixiga. Na ocasião, os integrantes se apresentaram vestidos de mulher. A postura e o som do grupo atraíram Flávio. Um mês depois, a banda e o músico se reuniram para gravar a fita em estúdio.
“Nós já havíamos ensaiado quase todas as músicas. Só Miss Lexotan que foi ensaiada no mesmo dia da gravação. Isso era a cara do Flávio, ele vinha com umas ideias repentinas. Aí, ensaiamos as músicas no apartamento que os Pereiras alugaram no centrão de São Paulo e fomos para a rádio ali pelo finalzinho da tarde, já quase noite”— Luiz Wilfrido (Zito)

## Lista De Faixas
Todas as faixas escritas e compostas por Júpiter Maçã. 
| N.º            | Título                                  | Duração |  |
| 1.             | "Orgasmo Legal! - Versão De Estúdio"    | 2:24    |  |
| 2.             | "Ela Sabe Oque Faz - Versão De Estúdio" | 2:55    |  |
| 3.             | "As Outras Que Me Querem"               | 2:37    |  |
| 4.             | "Um Lugar Do Caralho"                   | 3:43    |  |
| 5.             | "Pictures And Paintings"                | 3:11    |  |
| 6.             | "Essência Interior"                     | 4:40    |  |
| 7.             | "Hey Girl What You're Gonna Do"         | 3:41    |  |
| 8.             | "Casalzinho Pegando Fogo"               | 2:46    |  |
| 9.             | "Miss Lexotan 6mg Garota"               | 3:52    |  |
| 10.            | "Konga É Tomador De Panca"              | 3:29    |  |
| 11.            | "Miss Fab"                              | 2:55    |  |
| 12.            | "O Novo Namorado"                       | 2:55    |  |
| 13.            | "A Mariposa"                            | 7:52    |  |
| 14.            | "Ela Sabe Oque Faz"                     | 2:56    |  |
| 15.            | "Orgasmo Legal!"                        | 2:21    |  |
| 16.            | "Não Há Amor Em Sua Alma"               | 3:34    |  |
| Duração total: | Duração total:                          | 55:59   |  |

## Ficha Técnica
- Flávio Basso - vocais, guitarra
- Ubirajara Guimarães (Bira) - guitarra
- Rogério Campos - baixo
- Luiz Wilfrido (Zito) - bateria